# Hohendubrau

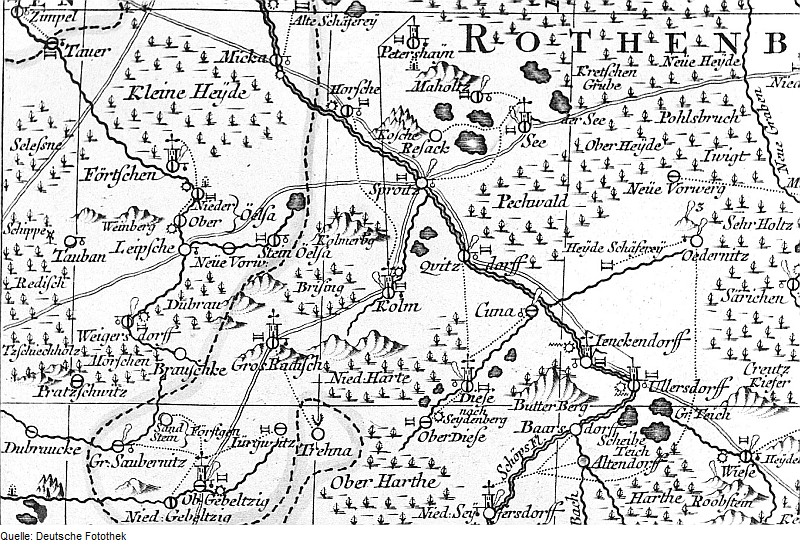
Hohendubrau-Dauban. Oberlausitz thẻ, Schenk năm 1759.

Hohendubrau là một đô thị huyện Görlitz, trong bang tự do Sachsen, nước Đức. Đô thị Hohendubrau có diện tích 45,42 km², dân số thời điểm ngày 31 tháng 12 năm 2006 là 2221 người.